# Bartłomiej Leśniak
Bartłomiej Leśniak (* um 1998) ist ein polnischer Jazzmusiker (Piano, Keyboard, Synthesizer, Komposition).

## Wirken
Leśniak studierte an der Krzysztof-Penderecki-Musikakademie Krakau in der Jazzpiano-Klasse unter der Leitung von Piotr Wyleżoł.
Gemeinsam mit dem Bassisten Mikołaj Sikora, mit dem er bereits zwei Jahre im Trio spielte, gründete Leśniak 2019 das Quintett Horntet, das er leitet und das mehrfach, auch international, auf Tournee war und nach seinem Debütalbum Live at Radio Katowice 2023 bei For Tune ein gleichnamiges Album veröffentlichte. Daneben tritt er weiterhin in seinem Trio und in seinem Electric Trio auf. Außerdem hat er mit anderen Jazz-, Pop-, Klassik- und Hip-Hop-Musikern zusammengearbeitet.

## Preise und Auszeichnungen
Leśniak erhielt 2021 den ersten Platz beim Wettbewerb für junge Jazzmusiker in Łomża. Ende 2019 gewann er mit Horntet den ersten Preis beim internationalen Jazz-Wettbewerb in Tarnow, 2021 erhielt er mit Horntet den Preis für die beste Band bei der Jazz Ensemble Review in Gdynia, 2022 den Hauptpreis beim Lotos Jazz Festival. Beim Burghauser Nachwuchs-Jazzpreis 2024 kam Horntet auf den zweiten Platz.